# Донора (Пенсільванія)
Донора (англ. Donora) — місто (англ. borough) в США, в окрузі Вашингтон штату Пенсільванія. Населення — 4569 осіб (2020).

## Географія
Донора розташована за координатами 40°10′46″ пн. ш. 79°51′45″ зх. д. / 40.17944° пн. ш. 79.86250° зх. д. (40.179529, -79.862408). За даними Бюро перепису населення США в 2010 році місто мало площу 5,30 км², з яких 4,92 км² — суходіл та 0,38 км² — водойми.

### Клімат
Громада знаходиться у зоні, котра характеризується вологим субтропічним кліматом. Найтепліший місяць — липень із середньою температурою 23.6 °C (74.4 °F). Найхолодніший місяць — січень, із середньою температурою -0.1 °С (31.8 °F).
| Клімат Донори           | Клімат Донори | Клімат Донори | Клімат Донори | Клімат Донори | Клімат Донори | Клімат Донори | Клімат Донори | Клімат Донори | Клімат Донори | Клімат Донори | Клімат Донори | Клімат Донори | Клімат Донори |
| Показник                | Січ.          | Лют.          | Бер.          | Квіт.         | Трав.         | Черв.         | Лип.          | Серп.         | Вер.          | Жовт.         | Лист.         | Груд.         | Рік           |
| Абсолютний максимум, °C | 25,6          | 25,6          | 31,1          | 33,3          | 35,6          | 38,3          | 40,6          | 39,4          | 39,4          | 35            | 29,4          | 25            | 40,6          |
| Середній максимум, °C   | 4,6           | 6,1           | 11,5          | 18,2          | 23,8          | 28            | 29,9          | 29,2          | 25,9          | 19,6          | 12,5          | 6,2           | 17,9          |
| Середня температура, °C | −0,1          | 0,8           | 5,6           | 11,4          | 16,8          | 21,5          | 23,6          | 22,9          | 19,4          | 13,2          | 7,2           | 1,6           | 12            |
| Середній мінімум, °C    | −4,9          | −4,4          | −0,4          | 4,6           | 9,9           | 15            | 17,2          | 16,7          | 13            | 6,7           | 1,8           | −3            | 6             |
| Абсолютний мінімум, °C  | −28,3         | −25,6         | −18,9         | −11,7         | −3,9          | 2,8           | 4,4           | 1,1           | −0,6          | −8,3          | −18,3         | −23,9         | −28,3         |
| Норма опадів, мм        | 66            | 56            | 86            | 85            | 97            | 97            | 93            | 93            | 73            | 65            | 68            | 65            | 944           |
| Днів з опадами          | 13            | 11            | 12            | 13            | 13            | 11            | 10            | 10            | 9             | 10            | 11            | 12            | 135           |
| Днів з дощем            | 12,4          | 11,2          | 12,8          | 13            | 12,6          | 10,8          | 10,4          | 9,4           | 8,7           | 9,9           | 11,4          | 12,7          | 137,4         |
| Днів зі снігом          | 4,4           | 2,7           | 1,4           | 0,2           | 0             | 0             | 0             | 0             | 0             | 0             | 0,5           | 2,8           | 12            |
| ----------------------- | ------------- | ------------- | ------------- | ------------- | ------------- | ------------- | ------------- | ------------- | ------------- | ------------- | ------------- | ------------- | ------------- |
| Джерело: Weatherbase    |               |               |               |               |               |               |               |               |               |               |               |               |               |

## Демографія
Згідно з переписом 2010 року, у селищі мешкала 4781 особа в 2095 домогосподарствах у складі 1207 родин. Густота населення становила 901 особа/км². Було 2710 помешкань (511/км²). 
Расовий склад населення:
| - 79,7 % — білих - 15,1 % — чорних або афроамериканців - 0,4 % — азіатів - 0,1 % — корінних американців |

До двох чи більше рас належало 3,8 %. Іспаномовні становили 3,1 % всіх жителів.
За віковим діапазоном населення розподілялося таким чином: 22,0 % — особи молодші 18 років, 58,1 % — особи у віці 18—64 років, 19,9 % — особи у віці 65 років та старші. Медіана віку мешканця становила 43,2 року. На 100 осіб жіночої статі у селищі припадало 83,2 чоловіків; на 100 жінок у віці від 18 років та старших — 79,2 чоловіків також старших 18 років.
Середній дохід на одне домашнє господарство становив 46 605 доларів США (медіана — 34 750), а середній дохід на одну сім'ю — 59 166 доларів (медіана — 50 262). Медіана доходів становила 44 091 долар для чоловіків та 30 139 доларів для жінок. За межею бідності перебувало 25,0 % осіб, у тому числі 34,3 % дітей у віці до 18 років та 14,1 % осіб у віці 65 років та старших.
Цивільне працевлаштоване населення становило 1870 осіб. Основні галузі зайнятості: освіта, охорона здоров'я та соціальна допомога — 29,2 %, виробництво — 11,4 %, роздрібна торгівля — 11,0 %.